# 菲斯珀泰爾米嫩

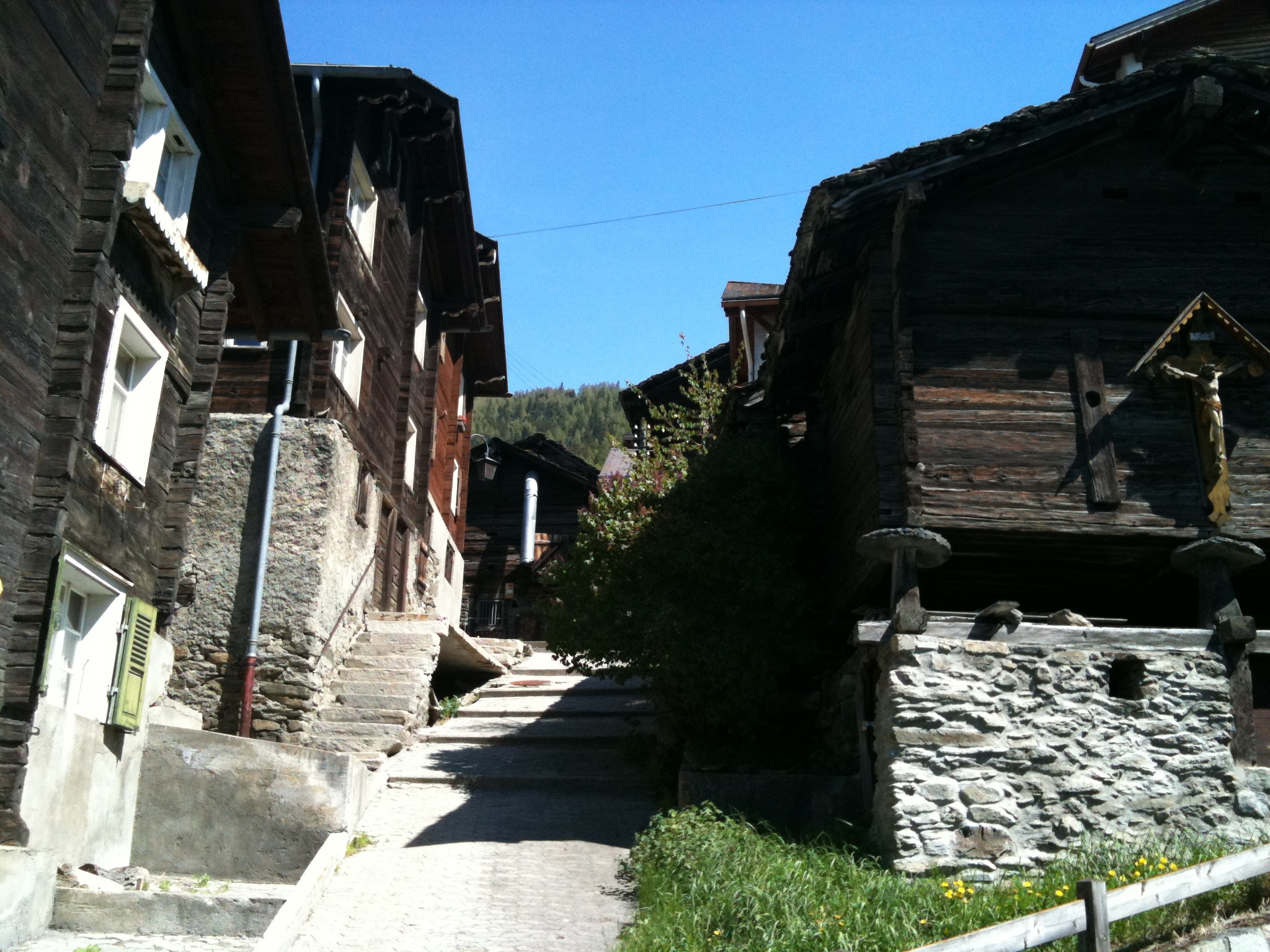

菲斯珀泰爾米嫩（德语：Visperterminen）是瑞士的城鎮，位於該國南部，由瓦萊州負責管轄，面積51.62平方公里，海拔高度1,378米，2011年人口1,401，九成半人口信奉羅馬天主教，人口密度每平方公里27人。

## 外部連結
- Official website （页面存档备份，存于） （德文）